# Семён Михайлович Слуцкий
Семён Михайлович Слуцкий (ок. 1470 — 14 ноября 1503) — удельный князь Слуцкий и Копыльский (1481—1503), единственный сын и преемник князя Михаила Олельковича Слуцкого (ум. 1481). Потомок великого князя литовского Гедимина в VI колене и родственник династии Ягеллонов.

## Биография
Семён рано остался без родителей. В 1481 году по приказу Казимира Ягеллончика был казнен его отец князь Михаил Олелькович Слуцкий, один из трёх руководителей заговора против великого князя. В наследство Семён Михайлович получил города Слуцк и Копыль. Повзрослев, Семён перенёс княжескую резиденцию из Копыля в Слуцк и женился на своей кузине Анастасии Ивановне Мстиславской.
В 1492 году после смерти короля польского и великого князя литовского Казимира Ягеллончика Семён Михайлович Слуцкий стал одним из претендентов на великокняжеский престол. Семён Слуцкий во главе крупного конного отряда прибыл в Вильно, но литовская рада, согласно рекомендации Казимира IV, избрали новым великим князем литовским четвертого сына Казимира Александра Ягеллончика (1492—1506).
Вместе с другими литовскими князьями Семён Михайлович Слуцкий принял активное участие в обороне западнорусских земель от набегов крымских татар. Осенью 1502 года, получив военную помощь от великого князя литовского Александра Казимировича, Семён Слуцкий догнал и разбил под Бобруйском, на реке Уше, большой татарский отряд, разорявший берега Припяти.
В том же 1502 году крымский царевич Бити Герай (сын Менгли Герая) с 6-тысячным татарским войском прорвался в Белоруссию. Крымские татары внезапно подступили к Слуцку, в котором укрылся с небольшим гарнизоном князь Семён Михайлович. Царевич Бити Герай с главными силами расположился «кошем» под Слуцком. Крымские отряды опустошили окрестности Слуцка, Копыля, Клецка и Несвижа. Клецк был взят и сожжён. «Многие города и села они сожгли и, сотворив христианам неописанное кровопролитие, с большим числом пленных и с добычей собрались у Слуцка, а затем без всякого ущерба все в целости, ушли назад». Великий князь литовский Александр Ягеллон отправил небольшие силы на помощь князю Семёну Слуцкому, но крымцы уже успели отступить.
В 1503 году крымские татары совершили новый набег на Белоруссию, где опустошили и разорили окрестности Слуцка и Новогрудка. Литовские магнаты Станислав Кишка, Альбрехт Гаштольд и Юрий Немирович, соединившись с дружиной князя Семёна Слуцкого, бросились в погоню за крымцами и в битве под Давид-Городком нанесли им поражение, освободив всех пленников.
В том же 1503 году Семён Михайлович Слуцкий внезапно заболел неизвестной болезнью (предположительно холерой) и скончался 14 ноября. Слуцкий княжеский престол занял его 10-летний сын Юрий под регентством своей матери Анастасии Ивановны.

## Семья
Был женат (брак с между 1496 и 1502) на княжне Анастасии Ивановне Мстиславской (ум. около 1526), младшей дочери Ивана Юрьевича Мстиславского. Дети:
- Юрий Семёнович Слуцкий (ок. 1500—1542), князь Слуцкий (1503—1542)
- Александра Семёновна Слуцкая (ок. 1503—ум. после 1556), жена с 1522 года гетмана великого литовского князя Константина Ивановича Острожского (1460—1530)